# Estação de Tóquio
A Estação de Tóquio (東京駅, Tōkyō-eki, em japonês) é uma estação de trem localizada no distrito comercial de Marunouchi, em Chiyoda, Tóquio, Japão.
Ela é o principal terminal ferroviário de Tóquio e a maior estação do país em termos de número de trens por dia (cerca de 3.000).

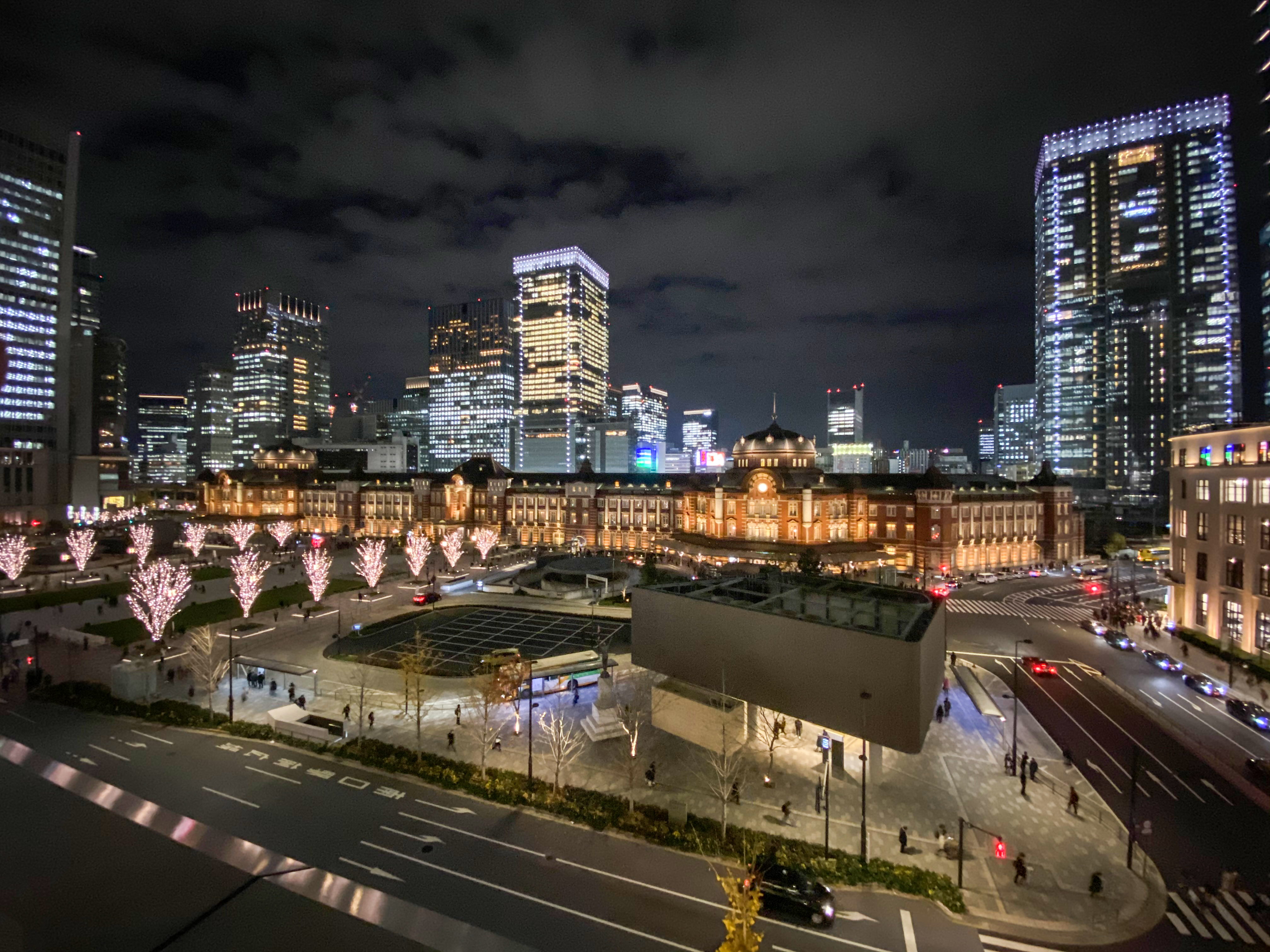
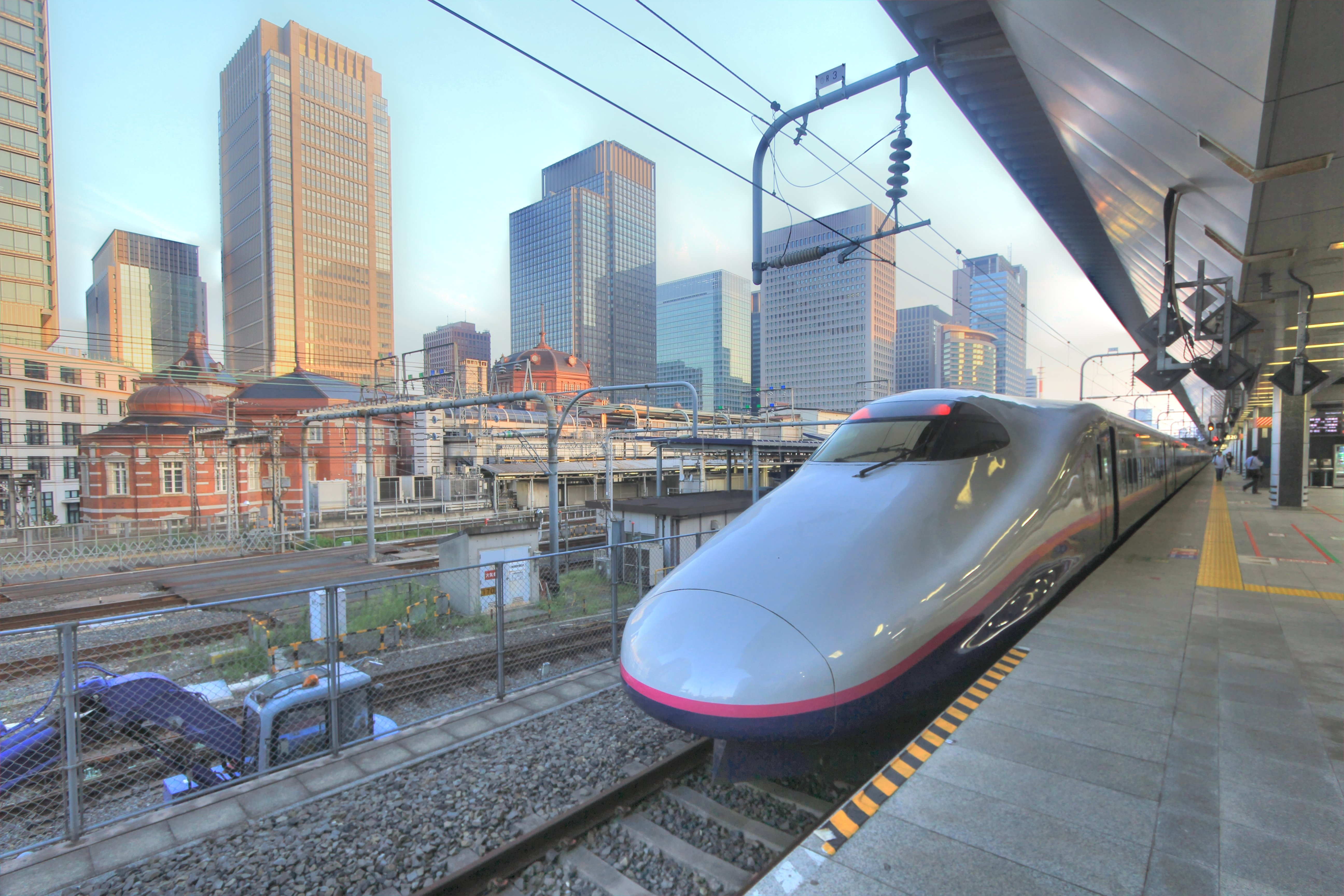
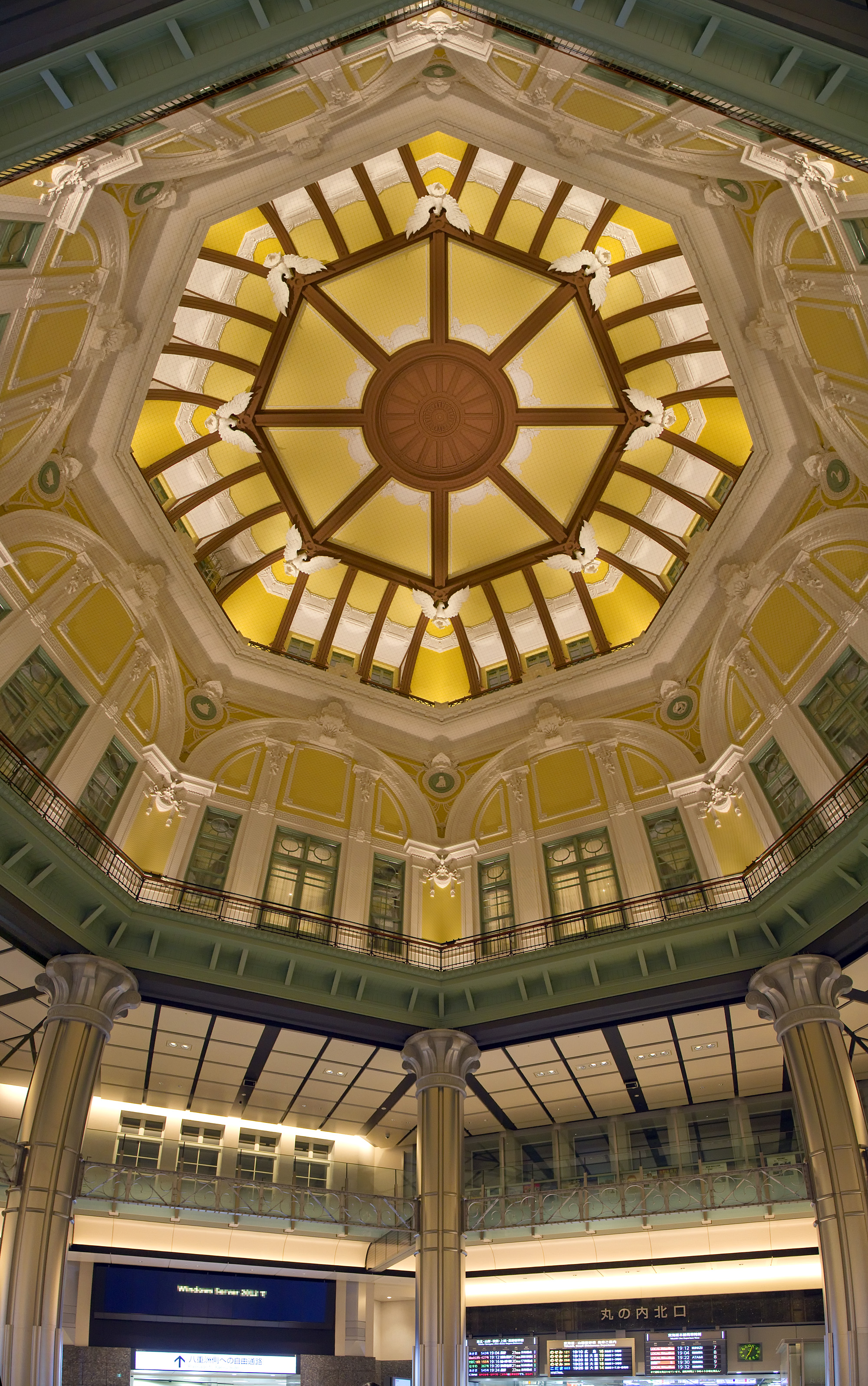

## Instalações ao redor da estação
- Marunouchi Building [ja]
- Shin-Marunouchi Building [ja]
- Correio Central de Tóquio [ja]
- JP Tower [ja]
- Estação First Avenue em Tóquio [ja]
- Área comercial subterrânea de Yaesu [ja]
- Banco do Japão
- Marunouchi Trust City [ja]
- Estação de Ōtemachi [ja]
- Rodovia nacional n ° 1 [ja]